# 希斯·史雷特
希斯·史雷特（英語：Heath Slater，1983年7月15日—），本名希斯·米勒三世（英語：Heath Miller III），是美國的職業摔角選手、演員，目前隸屬於世界摔角娛樂SmackDown LIVE。

## 早年生活
米勒出生在西維吉尼亞州派恩維爾。他是家中獨子，由媽媽、繼父和祖父母養大。

## 冠軍及成就

### 職業摔角畫報
- PWI年度最佳宿敵（2010年；與外道軍團對上世界摔角娛樂陣容）[3]
- PWI年度最厭惡摔角手（2010年；外道軍團成員）[4]
- PWI 500-第66名（2011年）[5]

### 世界摔角娛樂
- WWE雙打冠軍（三次；與賈斯汀·蓋伯瑞爾）[6][7][8]
- 衝擊大賞年度最震驚（2010年；外道軍團成立）[9]
- WWE SmackDown 雙打冠軍（一次；與萊諾）

## 個人生活
米勒於2011年與史蒂芬妮·吉恩（Stephanie Jean）結婚；他們育有兩個孩子，居住在南卡羅來納州的米爾堡。